# Якоб Николадзе
Якоб Николадзе (на грузински: იაკობ ნიკოლაძე) е грузински скулптор.
Роден е на 28 май (16 май стра стил) 1876 година в Кутаиси. През 1898 година завършва Одеското художествено училище, до 1910 година живее в Париж. През тези години се налага като един от водещите грузински художници, през 1918 година става автор на знамето на независима Грузия. През 1922 година оглавява новосъздадения скулптурен факултет в Тбилиската художествена академия.
Якоб Николадзе умира на 10 март 1951 година в Тбилиси.